# Сабадел
Сабадел (на испански: Sabadell) е град в Испания в автономна област Каталуния.
Населението му е 209 931 жители (по данни към 1 януари 2017 г.), а площта – 37,89 кв. км. Намира се на 190 м н.в. в североизточната част на страната на около 20 км от Барселона. Пощенските му кодове са от 08200 до 08208 и 08805.